# Antonio Macchiarola
Antonio Macchiarola (Gambatesa, 15 gennaio 1931) è un politico italiano.

## Biografia
Nato a Gambatesa nel 1931, ha militato politicamente nelle file della Democrazia Cristiana, partito con il quale è stato eletto più volte in consiglio comunale a Campobasso e al consiglio provinciale di Campobasso. Nel 1980 venne eletto per pochi mesi sindaco del capoluogo molisano, mentre dal 1985 al 1987 fu presidente della Provincia di Campobasso. Si ritirò dalla vita politica nel 1990.